# جرالدو آلوس
جرالدو واشینگتن رگوفه آلوس (پرتغالی: Geraldo Washington Regufe Alves؛ زادهٔ ۸ نوامبر ۱۹۸۰) یک بازیکن فوتبال اهل پرتغال است.